# سندرم ترک الکل
نشانگان ترک الکل نامی است برای علائمی که پس از قطع ناگهانی یا کاهش قابل توجه مصرف الکل، در فردی که مصرف الکل زیادی داشته بروز می‌کند. با سندروم ترک الکل ممکن است ترکیبی از علائم جسمی و احساسی، از اضطراب خفیف و خستگی تا حالت تهوع را تجربه کنید. بعضی از علائم شدید آن توهم و تشنج است. در موارد خیلی شدید، این سندروم می‌تواند تهدید کنندهٔ زندگی باشد.
علائم و نشانه‌ها ممکن است از شش ساعت تا چند روز بعد از آخرین نوشیدنی ظاهر شود که معمولاً شامل حداقل دو مورد زیر است:
- لرزش
- اضطراب
- حالت تهوع
- استفراغ
- سردرد
- افزایش ضربان قلب
- تعریق
- تحریک پذیری
- گیجی
- بیخوابی
- کابوس
- فشار خون بالا